# 联合路站
联合路站位于辽宁省大连市沙河口区，是大连地铁2号线的一个车站，于2015年5月22日随二号线一期开通运营而启用。

## 位置
联合路站位于沙河口区联合路与长兴街交汇口西侧，主体结构沿长兴街布置。

## 结构
联合路站为岛式站台地下站。由于受到周边环境限制，站厅层宽度仅有13.6m，站台层宽约4.6m,最窄处仅2.5m，为方便扶梯和楼梯安装，上下行停靠站台不对称，是整个大连地铁系统中最窄的车站。
| B1 | 站厅层                                     | 站厅、自动售票机                      |
| B2 | 轨道                                       | ← █ 2号线列车往西安路（大连北站方向） |
| B2 | 岛式站台，列车运行方向左侧的车门将会被打开 |                                       |
| B2 | 轨道                                       | █ 2号线列车往人民广场（海之韵方向）→  |

## 出入口
联合路站共设有3个出入口，A出入口位于长兴街路南，B出入口位于联合路西侧，C出入口位于联合路东侧，无障碍电梯设置于A出入口。
| 出口编号 | 出口指示 | 建议前往的目的地                                                                                 |
| -------- | -------- | ------------------------------------------------------------------------------------------------ |
| 出口 · A |          | 长兴街、大连市第七十九中学、民兴花园、大连市卫生事业发展中心、万岁街                             |
| 出口 · B |          | 联合路、大连市第七十九中学小学部、大连市朝鲜族学校、大连市教育局、大连市沙河口区公共行政服务中心 |
| 出口 · C |          | 长兴街、大连市少年宫、中山公园                                                                   |

## 公交换乘
- - 10、17、24、34、514、705、931路公交车（至诚街/白山路北站）。
- - 31、39、101、522、708路公交车（联合路站）。
- - 17路公交车（联合路地铁站）。